# 8231 Tetsujiyamada
8231 Tetsujiyamada è un asteroide della fascia principale. Scoperto nel 1997, presenta un'orbita caratterizzata da un semiasse maggiore pari a 2,8543551 UA e da un'eccentricità di 0,0064541, inclinata di 2,98009° rispetto all'eclittica.